# Elecciones regionales de Umbría de 2024
Las elecciones regionales de Umbría de 2019 tuvieron lugar los días 17 y 18 de noviembre de 2024 para elegir la Asamblea Legislativa y al Presidente de Umbría. Éstas fueron las sextas elecciones regionales del año 2024, coincidiendo con las elecciones regionales de Emilia-Romaña.
Las elecciones las ganó Stefania Proietti, apoyada por la coalición de centroizquierda y el Movimiento 5 Estrellas, con el 51,13% de los votos, por delante de Donatella Tesei, presidente regional saliente y candidata de la coalición de centroderecha, que en cambio obtuvo el 46,17% de los votos. Proietti fue la candidata más votada en ambas provincias de la región, Perugia y Terni.
La participación electoral fue del 52,30%, la peor registrada en la historia de unas elecciones regionales en Umbría.

## Antecedentes
En las últimas elecciones regionales, celebradas en octubre de 2019, la coalición de centroderecha, que apoyó a la candidata presidencial Donatella Tesei (Lega), se impuso con el 57,55% de los votos, frente al candidato unido del centroizquierda y del Movimiento 5 Estrellas, Vincenzo Bianconi, que en cambio obtuvo el 37,49% de los votos. Tesei fue la primera figura de centroderecha en ser elegida presidente de Umbría, después de casi 50 años de gobiernos regionales de izquierda y centroizquierda.
Las elecciones municipales celebradas en varios municipios de la región a lo largo de 2024 se caracterizaron por un importante equilibrio en la división del electorado: en Perugia, la coalición de centroizquierda volvió a lograr una alcaldesa, Vittoria Ferdinandi, después de diez años de administración de centroderecha, así como logró tener alcaldes elegidos nuevamente en Bastia Umbra, Marsciano y Montefalco. Sin embargo, la coalición de centroderecha prevaleció tanto en Foligno como en Gubbio, ambas ciudades históricamente gobernadas por la izquierda. En la provincia de Terni, sin embargo, el centroderecha ganó las elecciones municipales de Orvieto por unos pocos votos en la segunda vuelta, mientras que las divisiones internas dentro de la alianza habían sido uno de los factores decisivos en la elección de Stefano Bandecchi como alcalde de Terni en 2023.
El 21 de septiembre de 2024, la presidenta regional saliente, Donatella Tesei, anunció la convocatoria por decreto presidencial de elecciones regionales para el 17 y 18 de noviembre de 2024; En el primer caso, la votación tuvo lugar desde las 7.00 hasta las 23.00 horas, mientras que en el segundo día las urnas estuvieron abiertas desde las 7.00 hasta las 15.00 horas.

## Ley electoral
La ley electoral está establecida por la ley estatutaria regional nº 4 de 23 de febrero de 2015, que entró en vigor con motivo de las elecciones regionales del mismo año, en sustitución de la ley regional nº 2 de 4 de enero de 2010.

### Sistema electoral
La Asamblea Legislativa de Umbría está compuesta por 20 miembros, además del presidente de la región.
La ley prevé una sola vuelta y la papeleta electoral contempla tanto el voto directo por el candidato presidencial como el voto de lista, es decir, la posibilidad de manifestar una o dos preferencias dentro de la lista elegida, indicando el apellido de los candidatos (o nombre y apellido, en caso de homónimos). En caso de que se manifiesten dos preferencias, éstas deberán ser de distinto género (por un hombre y por una mujer, o viceversa); De lo contrario, se cancela la segunda preferencia y sólo sigue siendo válida la primera. El voto exclusivo para una lista vinculada a un candidato presidencial también se considera expresado a favor de dicho candidato. Sin embargo, no se prevé una votación dividida para una lista y un candidato presidencial que no estén relacionados entre sí.
Es electo Presidente de la Región el candidato que obtenga la mayoría, aunque sea relativa, de los votos válidos; también se reserva un escaño para el candidato presidencial que logre el segundo puesto. A las listas vinculadas al presidente electo se les asigna un bono de mayoría, equivalente a 12 escaños, mientras que los ocho escaños restantes se dividen entre las listas que apoyan una coalición, o listas individuales, que hayan superado el umbral del 2,5%.

### Circunscripciones electorales

Mapa de la circunscripción regional única en el momento de las elecciones

El territorio regional constituye el único distrito electoral de la Región.

## Presentación de las candidaturas

### Candidaturas aceptadas
Coalición de centroderecha
El 28 de febrero de 2024, tras las negociaciones internas y los resultados de las elecciones regionales de Cerdeña, la coalición de centroderecha anunció oficialmente la candidatura para un segundo mandato de la presidenta regional saliente, Donatella Tesei (Lega), exsenadora y alcaldesa de Montefalco. Tesei fue apoyada por siete listas: Hermanos de Italia, Forza Italia, Lega, UdC, Nosotros Moderados - Cívicos por Umbría, Alternativa Popular y la lista cívica Tesei Presidente.
Coalición de centroizquierda
El 16 de agosto de 2024, tras negociaciones internas, la coalición de centroizquierda y el Movimiento 5 Estrellas anunció la candidatura de Stefania Proietti (Independiente), exalcaldesa de Asís y presidenta de la provincia de Perugia, además de profesora universitaria e ingeniera mecánica. Proietti fue apoyada por siete listas: Partido Democrático, Movimiento 5 Estrellas, Alianza Verdes e Izquierda, y por las listas cívicas Umbria Futura (con candidatos del Partido Socialista Italiano, Acción, Partido Republicano Italiano y Más Europa), Umbría Mañana - Proietti Presidente, Cívicos Umbros (con candidatos de Italia Viva) y Umbría por la Sanidad Pública (con candidatos del Partido de la Refundación Comunista).
Democracia Soberana Popular
El 14 de julio de 2024, el líder del movimiento Democracia Soberana Popular (DSP) y exsecretario del Partido Comunista, Marco Rizzo, anunció su candidatura a las elecciones regionales. Rizzo fue apoyado por dos listas: DSP y la lista Alternativa Reformista Rizzo Presidente.
Juntos por una Umbría Resistente
El 22 de septiembre, Poder al Pueblo y el Partido Comunista Italiano anunciaron la candidatura conjunta de la profesora Martina Leonardi, apoyada por la lista única "Juntos por una Umbría Resistente".
Otros candidatos
- El 18 de julio de 2024, el líder del movimiento Frente de la Disidencia, Moreno Pasquinelli, anunció su candidatura a las elecciones regionales.[27][28] Pasquinelli recibió el apoyo del movimiento Ancora Italia.[29][30]
- El 21 de septiembre, Elia Francesco Fiorini, líder del movimiento cívico Alternativa por Umbría y concejal de Magione, anunció su candidatura a las elecciones regionales.[31]
- El 19 de octubre se oficializó la candidatura de Giuseppe Tritto, apoyado por la lista única Humanos Juntos Libres.[13][32]
- El 19 de octubre se oficializó la candidatura de Fabrizio Pignalberi, apoyado por las listas Quinto Polo por Italia y Más Italia Soberana.[13][32]
- El 19 de octubre se oficializó la candidatura de Giuseppe Paolone, apoyado por el movimiento Fuerza del Pueblo.[13][32]

### Candidaturas retiradas
- El 28 de mayo de 2024, el secretario regional de Alternativa Popular y vicealcalde de Terni, Riccardo Corridore, anunció su candidatura a las elecciones regionales.[33] Sin embargo, el 8 de julio, el líder nacional del partido, Stefano Bandecchi, declaró que quería participar personalmente como candidato al cargo de presidente regional.[34] Bandecchi retiró su candidatura el 15 de septiembre, tras haber acordado unirse a la coalición de centroderecha que apoya a Donatella Tesei.[15][16]
- El 20 de julio de 2024, el secretario de Forza Nuova, Roberto Fiore, anunció su candidatura a las elecciones regionales.[35] Sin embargo, el 19 de octubre la oficina del distrito de Perugia declaró inválida la candidatura de Fiore, porque no había presentado la documentación necesaria antes de la fecha límite para el registro de las listas;[32] una versión posteriormente desmentida por el propio interesado, quien declaró que se retiró para no competir con otras listas "disidentes y antisistema".[36]
- El 30 de julio de 2024, Francesco Miroballo, coordinador del movimiento Umbría Autónoma, anunció su candidatura a las elecciones regionales.[37]

## Partidos y candidatos
| Partido político o alianza | Partido político o alianza                        | Listas constituyentes                             | Listas constituyentes                             | Resultados previos | Resultados previos | Candidato              | Candidato |
| Partido político o alianza | Partido político o alianza                        | Listas constituyentes                             | Listas constituyentes                             | %                  | Escaños            | Candidato              | Candidato |
| -------------------------- | ------------------------------------------------- | ------------------------------------------------- | ------------------------------------------------- | ------------------ | ------------------ | ---------------------- | --------- |
|                            | Coalición de centroderecha                        |                                                   | Liga                                              | 36,95              | 8                  | Donatella Tesei        |           |
|                            | Coalición de centroderecha                        | Hermanos de Italia                                | 10,40                                             | 2                  |                    | Donatella Tesei        |           |
|                            | Coalición de centroderecha                        | Forza Italia                                      | 5,50                                              | 1                  |                    | Donatella Tesei        |           |
|                            | Coalición de centroderecha                        | Tesei Presidente                                  | 3,93                                              | 1                  |                    | Donatella Tesei        |           |
|                            | Coalición de centroderecha                        | Unión de Centro                                   | —                                                 | —                  |                    | Donatella Tesei        |           |
|                            | Coalición de centroderecha                        | Nosotros Moderados                                | —                                                 | —                  |                    | Donatella Tesei        |           |
|                            | Coalición de centroderecha                        | Alternativa Popular                               | —                                                 | —                  |                    | Donatella Tesei        |           |
|                            | Coalición de centroizquierda                      |                                                   | Partido Democrático                               | 22,33              | 5                  | Stefania Proietti      |           |
|                            | Coalición de centroizquierda                      | Movimiento 5 Estrellas                            | 7,41                                              | 1                  |                    | Stefania Proietti      |           |
|                            | Coalición de centroizquierda                      | Alianza Verdes e Izquierda (incl. SI, EV, Pos)    | 3,04                                              | 0                  |                    | Stefania Proietti      |           |
|                            | Coalición de centroizquierda                      | Umbría Futura (incl. Az, +E, PSI, PRI)            | —                                                 | —                  |                    | Stefania Proietti      |           |
|                            | Coalición de centroizquierda                      | Cívicos Umbros (incl. IV)                         | —                                                 | —                  |                    | Stefania Proietti      |           |
|                            | Coalición de centroizquierda                      | Umbría Mañana – Proietti Presidente               | —                                                 | —                  |                    | Stefania Proietti      |           |
|                            | Coalición de centroizquierda                      | Umbría por la Sanidad Pública (incl. PRC)         | —                                                 | —                  |                    | Stefania Proietti      |           |
|                            | Rizzo Presidente                                  |                                                   | Democracia Soberana Popular                       | 0,98               | 0                  | Marco Rizzo            |           |
|                            | Rizzo Presidente                                  | Alternativa Reformista Rizzo Presidente           | —                                                 | —                  |                    | Marco Rizzo            |           |
|                            | Juntos por una Umbría Resistente (incl. PCI, PaP) | Juntos por una Umbría Resistente (incl. PCI, PaP) | Juntos por una Umbría Resistente (incl. PCI, PaP) | 0,82               | 0                  | Martina Leonardi       |           |
|                            | Frente de la Disidencia                           | Frente de la Disidencia                           | Frente de la Disidencia                           | —                  | —                  | Moreno Pasquinelli     |           |
|                            | Alternativa por Umbría                            | Alternativa por Umbría                            | Alternativa por Umbría                            | —                  | —                  | Elia Francesco Fiorini |           |
|                            | Fuerza del Pueblo                                 | Fuerza del Pueblo                                 | Fuerza del Pueblo                                 | —                  | —                  | Giuseppe Pino Paolone  |           |
|                            | Humanos Juntos Libres                             | Humanos Juntos Libres                             | Humanos Juntos Libres                             | —                  | —                  | Giuseppe Tritto        |           |
|                            | Pignalberi Presidente                             |                                                   | Más Italia Soberana                               | —                  | —                  | Fabrizio Pignalberi    |           |
|                            | Pignalberi Presidente                             | Quinto Polo por Italia                            | —                                                 | —                  |                    | Fabrizio Pignalberi    |           |

## Campaña

### Debates
| Fecha                                                   | Lugar                                                   | Organizador                                             | Link                                                    | Participantes | Participantes | Participantes | Participantes | Participantes | Participantes | Participantes | Participantes | Participantes | Fuente |
| P Presente A Ausente invitado NI No invitado I Invitado | P Presente A Ausente invitado NI No invitado I Invitado | P Presente A Ausente invitado NI No invitado I Invitado | P Presente A Ausente invitado NI No invitado I Invitado | Tesei         | Proietti      | Rizzo         | Leonardi      | Pasquinelli   | Fiorini       | Tritto        | Pignalberi    | Paolone       | Fuente |
| ------------------------------------------------------- | ------------------------------------------------------- | ------------------------------------------------------- | ------------------------------------------------------- | ------------- | ------------- | ------------- | ------------- | ------------- | ------------- | ------------- | ------------- | ------------- | ------ |
| P Presente A Ausente invitado NI No invitado I Invitado | P Presente A Ausente invitado NI No invitado I Invitado | P Presente A Ausente invitado NI No invitado I Invitado | P Presente A Ausente invitado NI No invitado I Invitado |               |               |               |               |               |               |               |               |               | Fuente |
| 17 de octubre de 2024                                   | Cenacolo San Marco, Terni                               | Istess, PerugiaToday, TerniToday                        | Video                                                   | P             | P             | P             | P             | P             | P             | NI            | NI            | NI            | [ 39 ] |
| 29 de octubre de 2024                                   | Perugia                                                 | TGR Umbria                                              | Video                                                   | P             | P             | P             | P             | P             | P             | P             | P             | P             | [ 40 ] |
| 7 de noviembre de 2024                                  | Chiesa di San Francesco al Prato, Perugia               | Corriere dell'Umbria                                    | Resoconto                                               | P             | P             | P             | P             | P             | P             | P             | P             | P             | [ 41 ] |
| 12 de noviembre de 2024                                 | Perugia                                                 | TGR Umbria                                              | Video                                                   | P             | P             | P             | P             | P             | P             | P             | P             | P             | [ 42 ] |

## Encuestas de opinión

### Candidatos
| Fecha          | Encuestadora        | Muestra | Tesei       | Proietti  | Rizzo   | Otros    | NS/NC | Dif. |      |      |     |     |      |     |
| -------------- | ------------------- | ------- | ----------- | --------- | ------- | -------- | ----- | ---- | ---- | ---- | --- | --- | ---- | --- |
| Fecha          | Encuestadora        | Muestra | 31 Oct 2024 | Tecnè     | 1.034   | Otros    | NS/NC | Dif. | 48,7 | 47,5 | 3,8 | 3,8 | 50,0 | 1,2 |
| 28–30 Oct 2024 | SWG                 | 1.004   | 46,0–50,0   | 47,0–51,0 | 0,5–2,5 | 0,5–2,5  | 24,0  | 1,0  |      |      |     |     |      |     |
| 21–28 Oct 2024 | SWG                 | 1.000   | 45,5–49,5   | 47,0–51,0 | 2,5–4,5 | 2,5–4,5  | 25,0  | 1,5  |      |      |     |     |      |     |
| 21–25 Oct 2024 | TechnoConsumer      | 1.000   | 44,8–49,8   | 42,9–47,9 | 1,0–5,0 | 4,0–20,5 | 17,1  | 1,9  |      |      |     |     |      |     |
| 17–21 Oct 2024 | BiDiMedia           | 1.000   | 48,2        | 47,7      | 1,3     | 2,8      | 20,0  | 0,5  |      |      |     |     |      |     |
| 9–18 Oct 2024  | Termometro Politico | 1.000   | 49,1        | 43,4      | 5,0     | 2,5      | —     | 5,7  |      |      |     |     |      |     |
| 8–12 Oct 2024  | TechnoConsumer      | 1.000   | 42,3–47,3   | 40,7–45,7 | 1,0–5,0 | 4,5–20,5 | 21,3  | 1,6  |      |      |     |     |      |     |

### Partidos
| Fecha          | Encuestadora | Muestra | Centroderecha | Centroderecha | Centroderecha | Centroderecha | Centroderecha | Centroderecha | Centroderecha | Centroizquierda | Centroizquierda | Centroizquierda | Centroizquierda | Centroizquierda | Centroizquierda | Centroizquierda | DSP     | Otros   | Dif. |
| Fecha          | Encuestadora | Muestra | FdI           | FI            | Lega          | LCTP          | AP            | NM            | UdC           | PD              | AVS             | CU              | M5S             | UF              | USP             | UD              | DSP     | Otros   | Dif. |
| -------------- | ------------ | ------- | ------------- | ------------- | ------------- | ------------- | ------------- | ------------- | ------------- | --------------- | --------------- | --------------- | --------------- | --------------- | --------------- | --------------- | ------- | ------- | ---- |
| Fecha          | Encuestadora | Muestra |               |               |               |               |               |               |               |                 |                 |                 |                 |                 |                 |                 |         | Otros   | Dif. |
| 31 Oct 2024    | Tecnè        | 1.034   | 24,4          | 8,9           | 5,9           | 5,5           | 2,0           | 1,4           | 0,6           | 27,6            | 6,2             | 1,4             | 4,3             | 1,4             | 1,9             | 4,7             | 3,8     | 3,8     | 3,2  |
| 28–30 Oct 2024 | SWG          | 1.004   | 25,0          | 8,0           | 6,5           | 5,5           | 1,5           | 1,0           | 0,5           | 29,5            | 7,0             | 2,0             | 4,5             | 1,5             | 3,0             | 1,0             | 2,5–4,5 | 2,5–4,5 | 4,5  |
| 21–28 Oct 2024 | SWG          | 1.000   | 24,5          | 8,0           | 6,0           | 6,0           | 1,5           | 1,0           | 0,5           | 29,5            | 6,5             | 2,0             | 4,0             | 2,0             | 3,0             | 1,5             | 4,0     | 4,0     | 5,0  |
| 17–21 Oct 2024 | BiDiMedia    | 1.000   | 26,7          | 7,0           | 6,8           | 4,0           | 2,9           | 1,5           | —             | 25,3            | 5,9             | 5,8             | 5,5             | 2,8             | 1,7             | —               | 1,2     | 2,9     | 1,4  |

## Resultados

Partido más votado por comune

Candidato a presidente más votado por comune

| Resultados por partido Resultados por coalición      |                        |         |        |         |                                         |                                  |         |        |         |
| Candidatos                                           | Candidatos             | Votos   | %      | Escaños | Partidos                                | Partidos                         | Votos   | %      | Escaños |
|                                                      | Stefania Proietti      | 182.394 | 51,13  | 1       |                                         | Partido Democrático              | 97.089  | 30,23  | 9       |
|                                                      | Stefania Proietti      | 182.394 | 51,13  | 1       | Movimiento 5 Estrellas                  | 15,125                           | 4.71    | 1      |         |
|                                                      | Stefania Proietti      | 182.394 | 51,13  | 1       | Umbría Mañana – Proietti Presidente     | 15.084                           | 4,70    | 1      |         |
|                                                      | Stefania Proietti      | 182.394 | 51,13  | 1       | Alianza Verdes e Izquierda              | 13.750                           | 4,28    | 1      |         |
|                                                      | Stefania Proietti      | 182.394 | 51,13  | 1       | Umbría por la Sanidad Pública           | 7.819                            | 2,43    | –      |         |
|                                                      | Stefania Proietti      | 182.394 | 51,13  | 1       | Umbría Futura                           | 7.402                            | 2,30    | –      |         |
|                                                      | Stefania Proietti      | 182.394 | 51,13  | 1       | Cívicos Umbros                          | 5.025                            | 1,56    | –      |         |
| Total                                                | Total                  | 182.394 | 51,13  | 1       | 161.294                                 | 50,23                            | 12      |        |         |
|                                                      | Donatella Tesei        | 164.727 | 46,17  | 1       |                                         | Hermanos de Italia               | 62.419  | 19,44  | 3       |
|                                                      | Donatella Tesei        | 164.727 | 46,17  | 1       | Forza Italia                            | 31.128                           | 9,69    | 2      |         |
|                                                      | Donatella Tesei        | 164.727 | 46,17  | 1       | Liga                                    | 24.729                           | 7,70    | 1      |         |
|                                                      | Donatella Tesei        | 164.727 | 46,17  | 1       | Tesei Presidente                        | 16.023                           | 4,99    | 1      |         |
|                                                      | Donatella Tesei        | 164.727 | 46,17  | 1       | Nosotros Moderados                      | 9.229                            | 2,87    | –      |         |
|                                                      | Donatella Tesei        | 164.727 | 46,17  | 1       | Alternativa Popular                     | 6.939                            | 2,16    | –      |         |
|                                                      | Donatella Tesei        | 164.727 | 46,17  | 1       | Unión de Centro                         | 1.432                            | 0,45    | –      |         |
| Total                                                | Total                  | 164.727 | 46,17  | 1       | 151.899                                 | 47,30                            | 7       |        |         |
|                                                      | Marco Rizzo            | 3.946   | 1,11   | –       |                                         | Democracia Soberana Popular      | 1.793   | 0,56   | –       |
|                                                      | Marco Rizzo            | 3.946   | 1,11   | –       | Alternativa Reformista Rizzo Presidente | 1.286                            | 0,40    | –      |         |
| Total                                                | Total                  | 3.946   | 1,11   | –       | 3.079                                   | 0,96                             | –       |        |         |
|                                                      | Martina Leonardi       | 1.901   | 0,53   | –       |                                         | Juntos por una Umbría Resistente | 1.556   | 0,48   | –       |
|                                                      | Moreno Pasquinelli     | 993     | 0,28   | –       |                                         | Frente de la Disidencia          | 896     | 0,28   | –       |
|                                                      | Giuseppe Paolone       | 866     | 0,24   | –       |                                         | Fuerza del Pueblo                | 763     | 0,24   | –       |
|                                                      | Elia Francesco Fiorini | 840     | 0,24   | –       |                                         | Alternativa por Umbría           | 746     | 0,23   | –       |
|                                                      | Giuseppe Tritto        | 837     | 0,23   | –       |                                         | Humanos Juntos Libres            | 729     | 0,23   | –       |
|                                                      | Fabrizio Pignalberi    | 253     | 0,07   | –       |                                         | Más Italia Soberana              | 109     | 0,03   | –       |
|                                                      | Fabrizio Pignalberi    | 253     | 0,07   | –       | Quinto Polo por Italia                  | 67                               | 0,02    | –      |         |
| Total                                                | Total                  | 253     | 0,07   | –       | 176                                     | 0,05                             | –       |        |         |
|                                                      |                        |         |        |         |                                         |                                  |         |        |         |
| Total candidatos                                     | Total candidatos       | 356.757 | 97,25  | 2       | Total partidos                          | Total partidos                   | 321.138 | 100,00 | 19      |
| Votos en blanco                                      | Votos en blanco        | 3.465   | 0,95   |         |                                         |                                  |         |        |         |
| Votos nulos                                          | Votos nulos            | 6.581   | 1,79   |         |                                         |                                  |         |        |         |
| Votos impugnados                                     | Votos impugnados       | 27      | 0,01   |         |                                         |                                  |         |        |         |
| Participación                                        | Participación          | 366.830 | 52,30  |         |                                         |                                  |         |        |         |
| Votantes registrados                                 | Votantes registrados   | 701.367 | 100,00 |         |                                         |                                  |         |        |         |
| Fuente: Ministerio del Interior – Elección en Umbría |                        |         |        |         |                                         |                                  |         |        |         |

| \| Voto popular \| Voto popular \| Voto popular \| Voto popular \| Voto popular \| \| ------------ \| ------------ \| ------------ \| ------------ \| ------------ \| \| \| \| \| \| \| \| PD \| PD \| \| 30.23 % \| 30.23 % \| \| FdI \| FdI \| \| 19.44 % \| 19.44 % \| \| FI \| FI \| \| 9.69 % \| 9.69 % \| \| Lega \| Lega \| \| 7.70 % \| 7.70 % \| \| Tesei \| Tesei \| \| 4.99 % \| 4.99 % \| \| M5S \| M5S \| \| 4.71 % \| 4.71 % \| \| UD \| UD \| \| 4.70 % \| 4.70 % \| \| AVS \| AVS \| \| 4.28 % \| 4.28 % \| \| NM \| NM \| \| 2.87 % \| 2.87 % \| \| USP \| USP \| \| 2.43 % \| 2.43 % \| \| UF \| UF \| \| 2.30 % \| 2.30 % \| \| AP \| AP \| \| 2.16 % \| 2.16 % \| \| CU \| CU \| \| 1.56 % \| 1.56 % \| \| Otros \| Otros \| \| 2.94 % \| 2.94 % \| |       |  |         |         |
| Voto popular |       |  |         |         |
| |       |  |         |         |
| PD | PD    |  | 30.23 % | 30.23 % |
| FdI | FdI   |  | 19.44 % | 19.44 % |
| FI | FI    |  | 9.69 %  | 9.69 %  |
| Lega | Lega  |  | 7.70 %  | 7.70 %  |
| Tesei | Tesei |  | 4.99 %  | 4.99 %  |
| M5S | M5S   |  | 4.71 %  | 4.71 %  |
| UD | UD    |  | 4.70 %  | 4.70 %  |
| AVS | AVS   |  | 4.28 %  | 4.28 %  |
| NM | NM    |  | 2.87 %  | 2.87 %  |
| USP | USP   |  | 2.43 %  | 2.43 %  |
| UF | UF    |  | 2.30 %  | 2.30 %  |
| AP | AP    |  | 2.16 %  | 2.16 %  |
| CU | CU    |  | 1.56 %  | 1.56 %  |
| Otros | Otros |  | 2.94 %  | 2.94 %  |

| \| Presidente \| Presidente \| Presidente \| Presidente \| Presidente \| \| ---------- \| ---------- \| ---------- \| ---------- \| ---------- \| \| \| \| \| \| \| \| Proietti \| Proietti \| \| 51.13 % \| 51.13 % \| \| Tesei \| Tesei \| \| 46.17 % \| 46.17 % \| \| Otros \| Otros \| \| 2.70 % \| 2.70 % \| |          |  |         |         |
| Presidente |          |  |         |         |
| |          |  |         |         |
| Proietti | Proietti |  | 51.13 % | 51.13 % |
| Tesei | Tesei    |  | 46.17 % | 46.17 % |
| Otros | Otros    |  | 2.70 %  | 2.70 %  |

### Participación
| Región                                          | Hora       | Hora       | Hora       | Hora     |
| Región                                          | Domingo 17 | Domingo 17 | Domingo 17 | Lunes 18 |
| Región                                          | 12:00      | 19:00      | 23:00      | 15:00    |
| ----------------------------------------------- | ---------- | ---------- | ---------- | -------- |
| Umbría                                          | 9,54%      | 31,22%     | 37,79%     | 52,30%   |
| Provincia                                       | Hora       | Hora       | Hora       | Hora     |
| Provincia                                       | Domingo 17 | Domingo 17 | Domingo 17 | Lunes 18 |
| Provincia                                       | 12:00      | 19:00      | 23:00      | 15:00    |
| Perugia                                         | 9,68%      | 31,67%     | 38,41%     | 53,02%   |
| Terni                                           | 9,16%      | 29,90%     | 35,97%     | 50,16%   |
| Fuente: Ministerio del Interior – Participación |            |            |            |          |

### Consejeros electos
| Circunscripción | Partido | Partido | Consejero                 | Votos  |
| --------------- | ------- | ------- | ------------------------- | ------ |
| Umbría          |         | Ind.    | Stefania Proietti         | —      |
| Umbría          |         | Lega    | Donatella Tesei           | —      |
| Umbría          |         | PD      | Simona Meloni             | 8.196  |
| Umbría          |         | PD      | Tommaso Bori              | 7.417  |
| Umbría          |         | PD      | Cristian Betti            | 6.429  |
| Umbría          |         | PD      | Francesco De Rebotti      | 6.086  |
| Umbría          |         | PD      | Sarah Bistocchi           | 4.586  |
| Umbría          |         | PD      | Stefano Lisci             | 3.860  |
| Umbría          |         | PD      | Francesco Filipponi       | 3.608  |
| Umbría          |         | PD      | Letizia Michelini         | 3.509  |
| Umbría          |         | PD      | Maria Grazia Proietti     | 3.302  |
| Umbría          |         | FdI     | Paola Agabiti             | 7.225  |
| Umbría          |         | FdI     | Eleonora Pace             | 4.490  |
| Umbría          |         | FdI     | Matteo Giambartolomei     | 4.037  |
| Umbría          |         | FI      | Andrea Romizi             | 10.345 |
| Umbría          |         | FI      | Laura Pernazza            | 3.223  |
| Umbría          |         | Lega    | Enrico Melasecche Germini | 2.502  |
| Umbría          |         | Tesei   | Nilo Arcudi               | 2.870  |
| Umbría          |         | M5S     | Luca Simonetti            | 1.289  |
| Umbría          |         | UD      | Bianca Maria Tagliaferri  | 1.177  |
| Umbría          |         | AVS     | Fabrizio Ricci            | 2.029  |

1. ↑  Como Presidenta de la Región.
2. ↑  Como segundo candidato más votado a la Presidencia de la Región.